# Гейл, Ян
Ян Гейл (дат. Jan Gehl; род. 17 сентября 1936, Копенгаген) — датский архитектор, урбанист и специалист по городскому дизайну из Копенгагена.
Карьера Яна сосредоточена на улучшении качества жизни в городах путём переориентации городского дизайна на пешеходов и велосипедистов. Гейл является основателем фирмы Gehl Architects.

## Биография
Ян Гейл родился 17 сентября 1936 года в Копенгагене. В 1960 году получил степень магистра архитектуры в Датской королевской академии изящных искусств в Копенгагене. В 1966 году Гейл получил от академии грант на «изучение форм и использования общественных мест», и с тех пор преподаёт там. Кроме того, он приглашённый профессор в Канаде, США, Новой Зеландии, Мексике, Австралии, Бельгии, Германии, Польше и Норвегии.
В 2000 году он основал фирму Gehl Architects. В 2018-2021 годах несколько раз выступал на Московском урбанистическом форуме. По рекомендациям Гейла было реконструировано Бульварное кольцо в Москве, расширены тротуары улиц. В 2020-х годах был также приглашён на работу над реконструкцией исторического центра Алма-Аты и созданием здесь общественного пространства.

## Влияние
В 1971 году Гейл опубликовал свою книгу «Жизнь между зданиями» (дат. Livet mellem husene). Гейл выступает за разумный и простой подход к улучшению городских форм: систематическое документирование городского пространства, постепенные улучшения и снова документирование.
В своей книге «Общественные места. Общественная жизнь» (англ. Public Spaces, Public Life) Гейл описал, как такие постепенные улучшения превратили Копенгаген из автомобильного города в пешеходный за 40 лет. Пешеходная улица Стрёгет в Копенгагене — самая длинная торговая пешеходная зона в Европе — главным образом стала таковой в результате работы Гейла. Гейл часто использует слово «копенгагенизировать» (англ. copenhagenize), чтобы описать своё видение того, как городские центры могут принять велосипедную культуру.
Ян Гейл совместно с менеджером издательских проектов архитектурного бюро Gehl Architects Биргитт Сварре написал книгу «Как изучать городскую жизнь», которая была переведена на русский язык по заказу Правительства Москвы и Департамента природопользования и охраны окружающей среды города Москвы Концерном «КРОСТ». Книга «Как изучать городскую жизнь» — уникальное исследование, посвященное методам изучения городской жизни. В основу книги легли почти полувековые труды Яна Гейла, результаты его работы в Школе архитектуры при Датской королевской академии изящных искусств в Копенгагене, а также в компании Gehl Architects. На примерах городов, таких как Мельбурн, Копенгаген, Нью-Йорк, Ян Гейл показывает, как такие исследования могут сделать города удобными для жителей.
Гейл участвовал во многих проектах городского дизайна по всему миру:
- В 2004 году по заказу муниципального органа «Транспорт для Лондона» он провёл исследования по качеству общественной сферы в Лондоне, поддержанные городом Уэйкфилд в области разработки и предоставления более качественных общественных мест, в рамках инициативы, известной как «Проект Каслфорд» (англ. The Castleford Project).
- В 2007 году его нанял Департамент транспорта Нью-Йорка для изменения улиц Нью-Йорка, чтобы улучшить жизнь для пешеходов и велосипедистов[7].
- Гейл разработал рекомендации по гуманизации общественных пространств Нью-Йорка, Лондона и Москвы[8].
- Гейл проводил исследования «Общественная жизнь» для ряда городов Австралии и Новой Зеландии: Мельбурна (1994 и 2004)[9], Перта (1995 и 2009)[10], Аделаиды (2002)[11], Сиднея (2007)[12], Окленда (2008)[13] и Крайстчёрча[14]. В 2010 году Гейл был нанят городским советом Хобарта для подготовки стратегии дизайна города[15].
- В 2015 году Гейл был приглашён акиматом казахстанского города Алма-Ата для кардинального изменения облика города[16].

## Книги
- Gehl, J. (1987) Life Between Buildings: Using Public Space, Van Nostrand Reinhold, New York. (ISBN 978-87-7407-360-4) (русский перевод: Жизнь среди зданий, «Концерн „Крост“», 2012)
- Gehl, J., Gemzøe, L. (2000) New City Spaces, The Danish Architectural Press. Copenhagen. (ISBN 978-87-7407-293-5) (русский перевод: Ян Гейл и Ларс Гемзо. Новые городские пространства, «Концерн „Крост“», 2016)
- Gehl, J., Gemzøe, L. (2004) Public Spaces, Public Life, Danish Architectural Press. (ISBN 978-87-7407-305-5)
- Gehl, J. et al. (2006) New City Life, The Danish Architectural Press, Denmark. (ISBN 978-87-7407-365-9)
- Gehl, J. (2010) Cities for People, Island Press. (ISBN 978-1597265737) (русский перевод: Города для людей, «Концерн „Крост“», 2012).
- Gehl, J., Svarre, B. (2013) How to Study Public Life, Island Press (русский перевод: Ян Гейл и Биргитт Сварре. Как изучать городскую жизнь, «Концерн „Крост“», 2016)